# Приватно предузеће
Приватно предузеће је предузеће које не нуди или тргује својим акцијама (деоницама) широј јавности на берзама, већ се акције размењују приватно или ван берзе.